# Вдала оборудка
«Вдала оборудка», або «Добрий продаж» (нім. Der gute Handel) — казка, опублікована братами Грімм у збірці «Дитячі та сімейні казки» (1812).

## Сюжет
Один селянин продає свою корову за сім талерів. По дорозі додому він йде повз ставок, де жаби починають кумкати «ква, ква, ква.» Селянин думає, що вони мають на увазі «два» талери й кидає гроші до ставка, щоб вони самі могли полічити. Невдовзі він привозить до міста на продаж м'ясо наступної корови, собака починає гавкати «гав, гав». Селянин думає, що вона хоче «м'яса», і дозволяє їй забрати все і поділитися зі знайомими псами. М'ясник, який є власником собаки, повинен повернути йому гроші через три дні, але той лише розлютився і прогнав його зі свого подвір'я. Селянин скаржиться королю, а його дочка сміється вперше в житті. Король пообіцяв віддати свою дочку тому, хто її розсмішить, тому вимагає від селянина, аби той одружитися з нею, але селянин відмовляється, бо вже має одну дома, яка балакає за чотирьох. Розгніваний король обіцяє йому виплатити «п'ять сотень». Вартовий отримує 200 з них у подарунок, решту у селянина обмінює хитрий жид, які замість грошей отримують від короля п'ять сотень ударів «твердою валютою». Король сміється, і дозволяє селянину піти до скарбниці й насипати собі стільки грошей, скільки в кишені влізе. У шинку селянин перераховує гроші та скаржиться на короля за те, що він власноруч не дав йому стільки-то, через що він тепер мусить лічити й думати. Жид доносить про це королю і приводить до нього селянина, якому з такої нагоди позичив свого жупана. Селянин звинувачує жида у брехні, знову отримує винагороду та забирає собі жупан.

## Ілюстрації

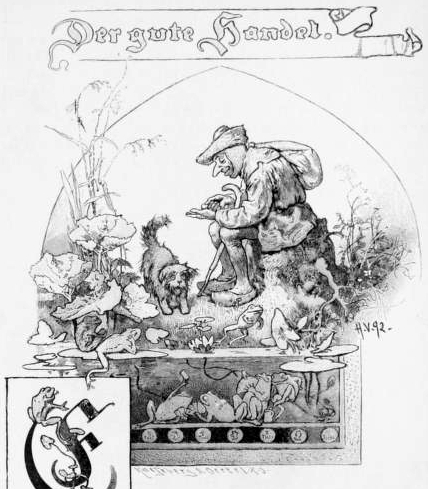
I
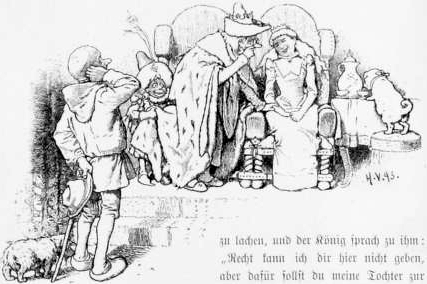
II
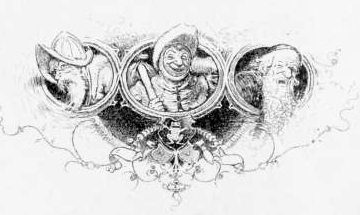
III
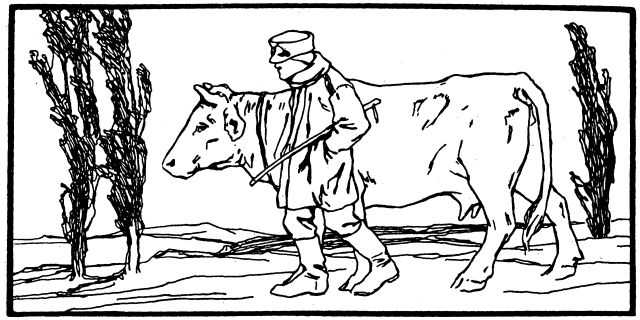
IV
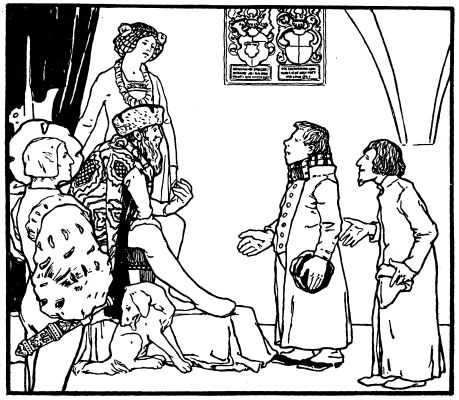
V